# هارفي برات
هارفي برات (بالإنجليزية: Harvey Pratt)‏ هو فنان ورسام أمريكي، ولد في 1941.